# Fenómeno de interferencia en el alumbrado público

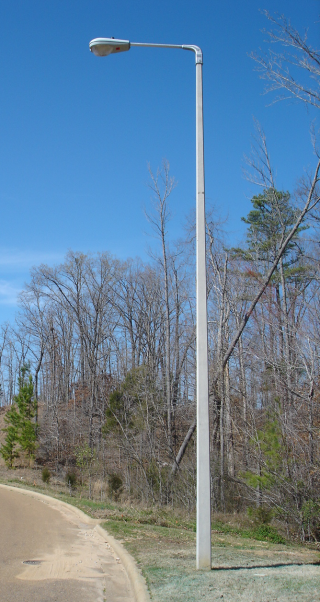
Farola

La interferencia en el alumbrado público o efecto SLI (Street light interference) es un supuesto fenómeno anómalo que ocurre cuando una persona parece apagar, o en ocasiones encender, el alumbrado público o las luces de seguridad del exterior de un edificio cuando pasa cerca de ellas.
Aunque el alumbrado público puede apagarse de forma fortuita, como las lámparas de vapor de sodio (apagándose y encendiéndose repetidamente) al final de su vida útil, las personas que creen en la interferencia en el alumbrado público suelen afirmar que les pasa personalmente de una forma regular, con una frecuencia mayor a la que podría atribuirse al azar. Algunos proponen explicaciones paranormales, a veces basadas en la terminología científica, como que los impulsos eléctricos del cerebro interfiere con las luces eléctricas. Se han informado de las experiencias de personas con SLI como nuevas fuentes.
No se ha demostrado que la interferencia con el alumbrado público haya ocurrido en un experimento científico, y todos aquellos que han afirmado causarlo han sido incapaces de reproducirlo cuando se les pedía; ellos daban la explicación de que el efecto no está bajo su control físico y mental. Sin embargo, muchas veces informan que ocurre en farolas específicas y no apagan aleatoriamente el alumbrado público o lámparas eléctricas en general.

## Hillary Evans y el efecto SLI

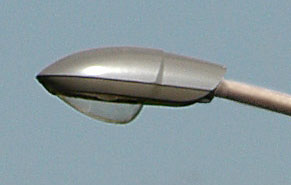
Lámpara de vapor de mercurio.

Hilary Evans, una autora inglesa que escribe de efectos paranormales, acuñó la palabra "SLIder" para referirse a quien causa este efecto, en su libro The SLI Effect. En la página 15 de este libro explica:

El efecto es espontáneo y aparentemente no tiene sentido; no tiene ningún propósito práctico, ni proporciona satisfacción al individuo o cualquier otra forma de servir a algún tipo de efecto psicológico.

En su prefacio dice:

SLI es un fenómeno aparente, basado en afirmaciones que involutariamente, y normalmente espontáneamente, hace que las farolas se apaguen. Generalmente el efecto es intermitente, infrecuente y sin ninguna secuencia discernible inmediata de causa y efecto. SLI merece estudiarse porque da la sensación de ser un fenómeno anómalo por derecho propio. Es decir, parece ser un efecto que no es consistente con nuestro conocimiento actual de como las personas interactúan con el mundo físico, y que ocurre en circunstancias específicas.

En la página 16 da la explicación más probable:

La mayoría de los comentaristas, ante el fenómeno de interferencia con el alumbrado público, buscan - y con razón - a una explicación física sencilla. Por ejemplo, cuando Robert McMorris del Omaha World-Herald dedicó dos o tres temas de su columna habitual a los informes de SLI en enero de 1990, citó a Allen Klostermeyer, representante del fabricante para Lightning Specialists Inc., quien señaló que cuando una lámpara de sodio llega al final de su vida útil, puede acabar en una secuencia de apagados y encendidos:
Cuando una empieza a "morir", necesita más voltaje. Esto hace que la luz se apague temporalmente;
cuando se enfría, se encenderá durante un rato. Al final, morirá completamente.
Esto, sugirió, es suficiente para explicar el efecto SLI: lo que pasa es que el testigo pasa durante la agonía de la farola, y debido a la sincronicidad imagina que él es el responsable. Pero tal y como muestran los testimonios, incluso si permitimos la coincidencia en el lugar y hora, el efecto solo podría ocurrir para una pequeña fracción de los casos reportados. Para una cosa, hay otros tipos de lámparas involucradas aparte de las de sodio. Entonces, de nuevo, solo un pequeño número de informes describen algo como una lámpara de sodio apagándose y después encendiéndose, y apagándose de nuevo. Y qué pasa cuando un testigo apaga un grupo completo de lámparas de sodio; ¿debemos concluir que el grupo completo se adquirió a la vez, y por tanto comparten su esperanza de vida, con tanta perfección en su fabricación, que todas llegarán a dejar de funcionar simultaneamente? Aun si permitimos eso, aún existe el hecho de que algunos SLIders apagan las lámparas de sodio en secuencia, cada una apagándose conforme el testigo se acerca: es mucho pedir suponer que una serie de lámparas pudieran haber sido dispuestas en orden de su vida útil.

## Escepticismo
La explicación escéptica afirma que el efecto SLI sería un ejemplo de sesgo de confirmación. La gente es mucho más propensa a darse cuenta cuando una farola cercana se apaga y se enciende que a percibir aquellas que se encuentran en un estado estable. A esto se le suma que las luces de sodio se apagan y encienden con más frecuencia al final de su vida útil. También se conoce como pensamiento mágico a una inferencia personal menos común, especialmente cuando se deduce una relación de uno o pocos casos. Un ingeniero en General Electric citado por Cecil Adams indica que SLI es "una combinación de coincidencia e ilusión". Massimo Polidoro señala en Skeptical Inquirer que "la posibilidad más remota es un fenómeno paranormal".